# Sebastián Córdova
Artikeln följer den spanska namnseden; faderns efternamn är Córdova och moderns efternamn Reyes.
Francisco Sebastián Córdova Reyes, född 12 juni 1997, är en mexikansk fotbollsspelare som spelar för Tigres UANL.
Han blev olympisk bronsmedaljör i fotboll vid sommarspelen 2020 i Tokyo.